# Omphalogramma elwesianum
Omphalogramma elwesianum är en viveväxtart som först beskrevs av George King och David Allan Poe Watt, och fick sitt nu gällande namn av Adrien René Franchet. Omphalogramma elwesianum ingår i släktet Omphalogramma och familjen viveväxter. Inga underarter finns listade i Catalogue of Life.